# Gran Premio del Belgio 1990
Il Gran Premio del Belgio 1990 è stato un Gran Premio di Formula 1 disputato il 26 agosto 1990 al circuito di Spa-Francorchamps. La gara è stata vinta da Ayrton Senna su McLaren.

## Prima della gara
La Onyx, rimasta senza fondi, si ritira dal campionato.

## Qualifiche

### Prequalifiche
| Pos                        | No | Pilota             | Costruttore   | Tempo    | Distacco |
| -------------------------- | -- | ------------------ | ------------- | -------- | -------- |
| 1                          | 14 | Olivier Grouillard | Osella-Ford   | 1:57.941 | —        |
| 2                          | 18 | Yannick Dalmas     | AGS-Ford      | 1:58.339 | +0.398   |
| 3                          | 31 | Bertrand Gachot    | Coloni-Ford   | 1:59.130 | +1.189   |
| 4                          | 17 | Gabriele Tarquini  | AGS-Ford      | 1:59.910 | +1.969   |
| Vetture non prequalificate |    |                    |               |          |          |
| 5                          | 33 | Roberto Moreno     | EuroBrun-Judd | 2:00.270 | +2.329   |
| 6                          | 34 | Claudio Langes     | EuroBrun-Judd | 2:01.405 | +3.464   |
| 7                          | 39 | Bruno Giacomelli   | Life          | 2:19.445 | +21.504  |

### Classifica
| Pos                     | No | Pilota             | Costruttore             | Tempo    | Distacco |
| ----------------------- | -- | ------------------ | ----------------------- | -------- | -------- |
| 1                       | 27 | Ayrton Senna       | McLaren - Honda         | 1:50.365 |          |
| 2                       | 28 | Gerhard Berger     | McLaren - Honda         | 1:50.948 | +0.583   |
| 3                       | 1  | Alain Prost        | Ferrari                 | 1:51.043 | +0.678   |
| 4                       | 5  | Thierry Boutsen    | Williams - Renault      | 1:51.902 | +1.537   |
| 5                       | 2  | Nigel Mansell      | Ferrari                 | 1:52.267 | +1.902   |
| 6                       | 19 | Alessandro Nannini | Benetton - Ford         | 1:52.648 | +2.283   |
| 7                       | 6  | Riccardo Patrese   | Williams - Renault      | 1:52.703 | +2.338   |
| 8                       | 20 | Nelson Piquet      | Benetton - Ford         | 1:52.853 | +2.488   |
| 9                       | 4  | Jean Alesi         | Tyrrell - Ford          | 1:52.885 | +2.520   |
| 10                      | 3  | Satoru Nakajima    | Tyrrell - Ford          | 1:53.468 | +3.103   |
| 11                      | 30 | Aguri Suzuki       | Larrousse - Lamborghini | 1:53.523 | +3.158   |
| 12                      | 16 | Ivan Capelli       | Leyton House - Judd     | 1:53.783 | +3.418   |
| 13                      | 8  | Stefano Modena     | Brabham - Judd          | 1:53.916 | +3.551   |
| 14                      | 15 | Maurício Gugelmin  | Leyton House - Judd     | 1:54.120 | +3.755   |
| 15                      | 29 | Éric Bernard       | Larrousse - Lamborghini | 1:54.251 | +3.886   |
| 16                      | 23 | Pierluigi Martini  | Minardi - Ford          | 1:54.312 | +3.947   |
| 17                      | 21 | Emanuele Pirro     | Scuderia Italia - Ford  | 1:54.595 | +4.230   |
| 18                      | 11 | Derek Warwick      | Lotus - Lamborghini     | 1:55.068 | +4.703   |
| 19                      | 10 | Alex Caffi         | Arrows - Ford           | 1:55.199 | +4.834   |
| 20                      | 22 | Andrea De Cesaris  | Scuderia Italia - Ford  | 1:55.261 | +4.896   |
| 21                      | 25 | Nicola Larini      | Ligier - Ford           | 1:55.278 | +4.913   |
| 22                      | 12 | Martin Donnelly    | Lotus - Lamborghini     | 1:55.304 | +4.939   |
| 23                      | 14 | Olivier Grouillard | Osella - Ford           | 1:55.334 | +4.969   |
| 24                      | 7  | David Brabham      | Brabham - Judd          | 1:55.668 | +5.303   |
| 25                      | 24 | Paolo Barilla      | Minardi - Ford          | 1:55.859 | +5.494   |
| 26                      | 9  | Michele Alboreto   | Arrows - Ford           | 1:56.055 | +5.690   |
| Vetture non qualificate |    |                    |                         |          |          |
| NQ                      | 26 | Philippe Alliot    | Ligier - Ford           | 1:56.118 | +5.753   |
| NQ                      | 17 | Gabriele Tarquini  | AGS - Ford              | 1:57.566 | +7.201   |
| NQ                      | 18 | Yannick Dalmas     | AGS - Ford              | 1:57.704 | +7.339   |
| NQ                      | 31 | Bertrand Gachot    | Coloni - Ford           | 1:58.520 | +8.155   |

## Gara
Alla partenza Senna mantiene la testa della corsa, ma alle sue spalle si crea un groviglio di vetture: Suzuki, Mansell e Piquet entrano in collisione tra loro, coinvolgendo nell'incidente anche i due piloti della Lotus, Warwick e Donnelly. Sempre nel corso del primo passaggio si verifica un incidente tra Modena e Nakajima e la gara viene sospesa. Anche al secondo via Senna resta al comando, ma la gara viene di nuovo interrotta dopo una violenta uscita di pista di Barilla alla Eau Rouge.
Alla terza partenza, alla quale non prendono parte Suzuki e Barilla, tutto si svolge regolarmente; ancora una volta Senna mantiene la prima posizione, seguito da Berger e Prost. Dopo pochi giri il ferrarista sopravanza l'austriaco, portandosi al secondo posto e lanciandosi all'inseguimento di Senna. I tre piloti di testa effettuano un cambio gomme; Senna torna in pista al comando, mentre Prost si inserisce dietro a Nannini; poco dopo il francese supera il pilota della Benetton, riportandosi alle spalle di Senna senza però riuscire ad impensierirlo realmente. Anche Berger prova a sopravanzare Nannini, finendo però per toccare la vettura dell'italiano; entrambi riescono comunque a concludere la gara, con il pilota della McLaren in terza posizione. Chiudono la zona punti Piquet e Gugelmin.

### Classifica
| Pos      | No | Pilota             | Costruttore             | Giri | Tempo/Ritiro e posizione al ritiro | Partenza | Punti |
| -------- | -- | ------------------ | ----------------------- | ---- | ---------------------------------- | -------- | ----- |
| 1        | 27 | Ayrton Senna       | McLaren - Honda         | 44   | 1:26:31.997                        | 1        | 9     |
| 2        | 1  | Alain Prost        | Ferrari                 | 44   | +3.550                             | 3        | 6     |
| 3        | 28 | Gerhard Berger     | McLaren - Honda         | 44   | +28.462                            | 2        | 4     |
| 4        | 19 | Alessandro Nannini | Benetton - Ford         | 44   | +49.337                            | 6        | 3     |
| 5        | 20 | Nelson Piquet      | Benetton - Ford         | 44   | +1:29.650                          | 8        | 2     |
| 6        | 15 | Maurício Gugelmin  | Leyton House - Judd     | 44   | +1:48.851                          | 14       | 1     |
| 7        | 16 | Ivan Capelli       | Leyton House - Judd     | 43   | +1 giro                            | 12       |       |
| 8        | 4  | Jean Alesi         | Tyrrell - Ford          | 43   | +1 giro                            | 9        |       |
| 9        | 29 | Éric Bernard       | Larrousse - Lamborghini | 43   | +1 giro                            | 15       |       |
| 10       | 10 | Alex Caffi         | Arrows - Ford           | 43   | +1 giro                            | 19       |       |
| 11       | 11 | Derek Warwick      | Lotus - Lamborghini     | 43   | +1 giro                            | 18       |       |
| 12       | 12 | Martin Donnelly    | Lotus - Lamborghini     | 43   | +1 giro                            | 22       |       |
| 13       | 9  | Michele Alboreto   | Arrows - Ford           | 43   | +1 giro                            | 26       |       |
| 14       | 25 | Nicola Larini      | Ligier - Ford           | 42   | +2 giri                            | 21       |       |
| 15       | 23 | Pierluigi Martini  | Minardi - Ford          | 42   | +2 giri                            | 16       |       |
| 16       | 14 | Olivier Grouillard | Osella - Ford           | 42   | +2 giri                            | 23       |       |
| 17       | 8  | Stefano Modena     | Brabham - Judd          | 39   | Problema al motore                 | 13       |       |
| Ritirato | 7  | David Brabham      | Brabham - Judd          | 36   | Problema elettrico                 | 24       |       |
| Ritirato | 22 | Andrea De Cesaris  | Scuderia Italia - Ford  | 27   | Problema al motore                 | 20       |       |
| Ritirato | 5  | Thierry Boutsen    | Williams - Renault      | 21   | Problema alla trasmissione         | 4        |       |
| Ritirato | 2  | Nigel Mansell      | Ferrari                 | 19   | Problema all'assetto               | 5        |       |
| Ritirato | 6  | Riccardo Patrese   | Williams - Renault      | 18   | Problema al cambio                 | 7        |       |
| Ritirato | 21 | Emanuele Pirro     | Scuderia Italia - Ford  | 5    | Perdita d'acqua                    | 17       |       |
| Ritirato | 3  | Satoru Nakajima    | Tyrrell - Ford          | 4    | Problema al motore                 | 10       |       |
| Ritirato | 24 | Paolo Barilla      | Minardi - Ford          | 0    | Incidente alla seconda partenza    | 25       |       |
| Ritirato | 30 | Aguri Suzuki       | Larrousse - Lamborghini | 0    | Incidente alla prima partenza      | 11       |       |
| NQ       | 26 | Philippe Alliot    | Ligier - Ford           |      |                                    |          |       |
| NQ       | 17 | Gabriele Tarquini  | AGS - Ford              |      |                                    |          |       |
| NQ       | 18 | Yannick Dalmas     | AGS - Ford              |      |                                    |          |       |
| NQ       | 31 | Bertrand Gachot    | Coloni - Ford           |      |                                    |          |       |
| NPQ      | 33 | Roberto Moreno     | EuroBrun - Judd         |      |                                    |          |       |
| NPQ      | 34 | Claudio Langes     | EuroBrun - Judd         |      |                                    |          |       |
| NPQ      | 39 | Bruno Giacomelli   | Life                    |      |                                    |          |       |

## Classifiche

### Piloti
| Pos. | Pilota             | Punti |
| ---- | ------------------ | ----- |
| 1    | Ayrton Senna       | 63    |
| 2    | Alain Prost        | 50    |
| 3    | Gerhard Berger     | 33    |
| 4    | Thierry Boutsen    | 27    |
| 5    | Nelson Piquet      | 24    |
| 6    | Alessandro Nannini | 16    |
| 7    | Riccardo Patrese   | 15    |
| 8    | Jean Alesi         | 13    |
| 9    | Nigel Mansell      | 13    |
| 10   | Ivan Capelli       | 6     |
| 11   | Éric Bernard       | 5     |
| 12   | Derek Warwick      | 3     |
| 13   | Alex Caffi         | 2     |
| 14   | Stefano Modena     | 2     |
| 15   | Satoru Nakajima    | 1     |
| 16   | Aguri Suzuki       | 1     |
| 17   | Maurício Gugelmin  | 1     |

### Costruttori
| Pos. | Team                    | Punti |
| ---- | ----------------------- | ----- |
| 1    | McLaren - Honda         | 96    |
| 2    | Ferrari                 | 63    |
| 3    | Williams - Renault      | 42    |
| 4    | Benetton - Ford         | 40    |
| 5    | Tyrrell - Ford          | 14    |
| 6    | Leyton House - Judd     | 7     |
| 7    | Larrousse - Lamborghini | 6     |
| 8    | Lotus - Lamborghini     | 3     |
| 9    | Brabham - Judd          | 2     |
| 10   | Arrows - Ford           | 2     |

## Fonti
- The Official Formula 1 Website, su formula1.com. URL consultato il 29 aprile 2009.
- GpUpdate.com [collegamento interrotto], su f1.gpupdate.net. URL consultato il 29 aprile 2009.